# Жервінчик білошиїй
Жерві́нчик білошиїй (Eremopterix verticalis) — вид горобцеподібних птахів родини жайворонкових (Alaudidae). Мешкає в Південній Африці.

## Опис
Довжина птаха становить 12-14 см, вага 12-21 г, довжина дзьоба становить 11/3-13,4 мм. Виду притаманний статевий диморфізм. 
У самців голова чорна, на потилиці, щоках, скронях і задній частині шиї у них великі білі пляма. Решта верхньої частини тіла темно-сіра, окремі пера на ній мають темну центральну частину і широкі світло-сірі краї. Надхвістя і верхні покривні пера хвоста світліші за решту верхньої частини тіла. Нижня частина тіла переважно чорна, боки сірі або сірувато-білі, на верхній чавстині грудей світло-сіра або біла пляма. Крила коричневі або сірувато-коричневі, хвіст темно-сірувато-коричневий. Крайні стернові пера мають білі зовнішні опахала і білі кінчики.
Самиці мають переважно сірувато-коричневе забарвлення. голова у них переважно коричнева. щоки білуваті, поцятковані темними плямками, скроні коричневі, поцятковані вузькими світлими смужками. Спина сірувато-коричнева, поцяткована темно-коричневими плямками, верхні покривні пера хвроста рудувато-білі або білуваті, окремі пера мають темну центральну частину. Груди коричнюваті, поцятковані світло-сірими плямками, живіт чорнуватий. Гузка білувата. Крила коричневі.

## Підвиди

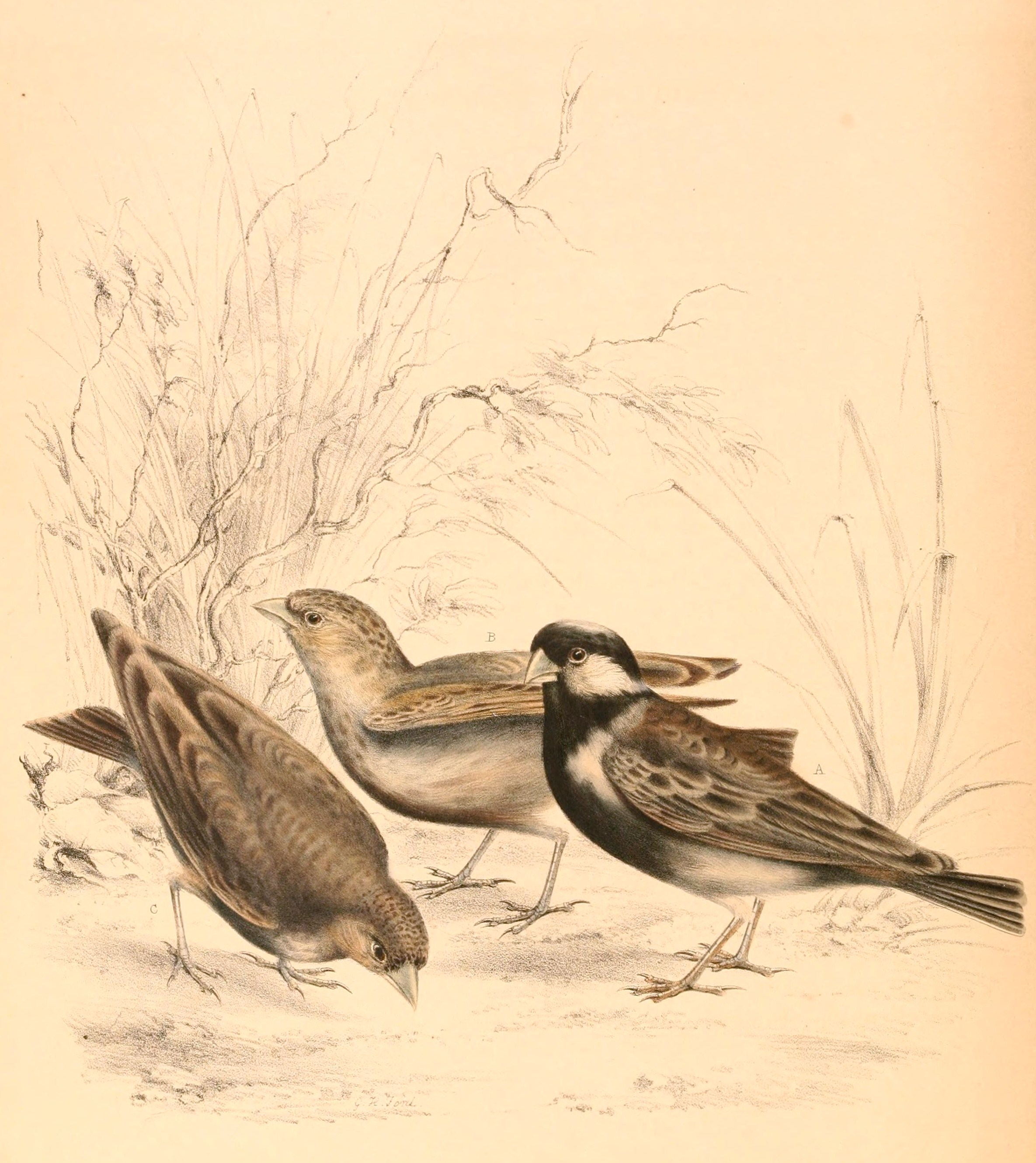
Білошиї жервінчики

Виділяють чотири підвиди:
- E. v. khama Irwin, 1957 — від западини Макгадікгаді на північному сході Ботсвани до Замбії і Зімбабве;
- E. v. harti Benson & Irwin, 1965 — захід Замбії (зокрема, Національний парк рівнини Ліува);
- E. v. damarensis Roberts, 1931 — від західного узбережжя Анголи (на південь від Кабінди) до Намібії, Замбії, західної Ботсвани і північного заходу ПАР;
- E. v. verticalis (Smith, A, 1836) — захід і центр ПАР, південний схід Ботсвани, південь Зімбабве і Замбії.

## Поширення і екологія
Білошиї жервінчики мешкають в Анголі, Намібії, Замбії, Зімбабве, Ботсвані і Південно-Африканській Республіці, можливо, також в Лесото і ДР Конго. Вони живуть на сухих низькотравних луках, на кам'янистих пустищах кару, місцями порослих травою і чагарниками, в пересохлих руслах річок, в напівпустелі Калахарі. Зустрічаються зграйками від 20 до 100 птахів, навіть під час сезону розмноження, що відрізняє білошиїх жервінчиків від інших жайворонків. Часто приєднуються до змішаних зграй птахів разом з іншими жервінчиками або блідими терерами. Живляться насінням трав, зокрема насінням лутиги, а також комахами. Птахи багато п'ють, їх часто можна побачити біля водойм.
Білошиї жервінчики розмножуються нерегулярно протягом всього року, переважно по завершенню сезону дощів. Гніздяться на землі. В кладці 2-3 яйця. Інкубаційний період триває 12 днів, насиджують і самиці, і самці. Пташенята покидають гніздо у віці 7-10 днів. 